# Dasineura
Dasineura  is een muggengeslacht uit de familie van de galmuggen (Cecidomyiidae). De wetenschappelijke naam van het geslacht is voor het eerst geldig gepubliceerd in 1840 door Camillo Róndani.

## Soorten
- D. aberrata (Felt, 1908)
- D. abiesemia Foote, 1956
- D. abietiperda (Henschel, 1880)
- D. acaciaelongifoliae
- D. acerifolia
- D. acerifoliae (Felt, 1907)
- D. aceris (Shimer, 1868)
- D. acerobia
- D. acrophila

Essenbladplooigalmug (Winnertz, 1853)
- D. acuminata Rübsaamen, 1916
- D. adenophorae
- D. affinis

Vioolbladgalmug (Kieffer, 1886)
- D. airae (Kieffer, 1897)
- D. alatavica
- D. albohirta (Felt, 1908)
- D. albovittata (Walsh, 1864)
- D. alopecuri (Reuter, 1895)
- D. alpestris

Randjesbloemgalmug (Kieffer, 1909)
- D. altajensis
- D. alyssi (Kieffer, 1901)
- D. alliicola
- D. amaramanjarae
- D. americana (Felt, 1913)
- D. ammodendronae
- D. andrieuxi (Tavares, 1902)
- D. anemone (Felt, 1907)
- D. angelicae

Gewone schermbloemgalmug Rübsaamen, 1916
- D. anglica (Kieffer, 1909)
- D. antennata (Felt, 1908)
- D. aparines

Kleefkruidgalmug (Kieffer, 1889)
- D. aparinicola
- D. apicata (Felt, 1908)
- D. armoraciae Vimmer, 1936
- D. aromaticae (Felt, 1909)
- D. artemisiae Rübsaamen, 1916
- D. asparagi Tavares, 1902
- D. asparagiiflora
- D. asperulae (F. Low, 1875)
- D. asteriae
- D. astericola
- D. astragalorum (Kieffer, 1909)
- D. atraphaxiflorae
- D. attenuata (Felt, 1908)
- D. aucupariae (Kieffer, 1909)
- D. augusta (Felt, 1908)
- D. auricomi (Kieffer, 1909)
- D. aurihirta (Felt, 1908)
- D. auritae

Geoorde wilgbladgalmug Rübsaamen, 1916
- D. axillaris Kieffer, 1896
- D. azutavica
- D. balsamicola (Lintner, 1888)
- D. balsamifera (Felt, 1908)
- D. banksiae
- D. barbareae
- D. bayeri Rübsaamen, 1914
- D. beccariella
- D. berberidis (Kieffer, 1909)
- D. berestae
- D. berteroae Stelter, 1976
- D. berti Sylvén, 1993
- D. betuleti (Kieffer, 1886)
- D. bidentata (Felt, 1907)
- D. bistortae

Adderwortelgalmug (Kieffer, 1909)
- D. borealis (Felt, 1907)
- D. bragancae (Tavares, 1904)
- D. brassicae
- D. braziliensis
- D. broteri (Tavares, 1901)
- D. brunellae
- D. brunnellae (Kieffer, 1909)
- D. bupleuri (Wachtl, 1883)
- D. bursakovi
- D. bursifex (Kieffer, 1909)
- D. californica (Felt, 1908)
- D. calophacifoliae
- D. callistemoni Kolesik, 2017
- D. callitridis
- D. campanulae Rübsaamen, 1914
- D. campanularum (Kieffer, 1909)
- D. canadensis
- D. capsulae

Wolfsmelkkapselgalmug Kieffer, 1901
- D. carbonaria (Felt, 1907)
- D. cardaminicola Rübsaamen, 1916
- D. cardaminis

Veldkersgalmug (Winnertz, 1853)
- D. cardariae
- D. caricicola (Kieffer, 1913)
- D. caricis Kieffer, 1901
- D. carpesii (Kieffer, 1909)
- D. carpophaga (Tripp, 1955)
- D. cecconiana (Kieffer, 1909)
- D. cedri
- D. centaureae (Kieffer, 1909)
- D. cephalanthi
- D. cerastii (Binnie, 1877)
- D. cerastiiflora
- D. cercocarpi
- D. cereocarpi
- D. cerocarpi (Felt, 1913)
- D. cirsioni (Felt, 1908)
- D. citri
- D. citrigemina
- D. citrigemmia
- D. clematidina (Kieffer, 1913)
- D. clematidis (Felt, 1908)
- D. clematifolia
- D. coffeae
- D. columnae (Kieffer, 1909)
- D. collinsoniae (Beutenmüller, 1908)
- D. communis (Felt, 1911)
- D. comosae Rübsaamen, 1916
- D. consobrina (Felt, 1907)
- D. copacabanensis
- D. copiosa
- D. corniculata (Kieffer, 1909)
- D. corollae
- D. coronillae (Tavares, 1901)
- D. corticis (Felt, 1909)
- D. corylina (Kieffer, 1913)
- D. cotini Janezic, 1978
- D. cotoneasteris
- D. couepiae
- D. crataegi

Meidoornrozetgalmug (Winnertz, 1853)
- D. crataegibedeguar (Osten Sacken, 1878)
- D. cyanococci (Felt, 1907)
- D. cystiphorae
- D. cytisi (Kieffer, 1909)
- D. chilensis
- D. chinquapin
- D. chrysanthemi Heath, 1962
- D. chrysophyllae
- D. dactylidis Metcalfe, 1933
- D. daphnephila (Kieffer, 1909)
- D. daphnes (Kieffer, 1901)
- D. dentatae
- D. denticulata (Felt, 1907)
- D. dianthi (Kieffer, 1909)
- D. dielsi
- D. dioicae

Brandnetelrolgalmug (Rübsaamen, 1895)
- D. dombrovskae
- D. dryophila Rübsaamen, 1917
- D. dzhanokmenae
- D. elatostemmae
- D. elegans (Tavares, 1907)
- D. emilyae
- D. engstfeldi

Moerasspireabladplooigalmug (Rübsaamen, 1889)
- D. epilobii

Wilgenroosjesbloemgalmug (F. Low, 1889)
- D. ericaescopariae (Dufour, 1837)
- D. erigerontis Rübsaamen, 1912
- D. erodiicola Sylvén, 1993
- D. erysimicola
- D. eugeniae (Felt, 1912)
- D. euphorbiarum (Kieffer, 1909)
- D. excavans (Kieffer, 1909)
- D. ezomatsue
- D. fairmairei (Kieffer, 1897)
- D. fastidiosa Roskam, 1979
- D. fedtshenkoi
- D. festucae Barnes, 1939
- D. filicae
- D. filiciae
- D. filicina
- D. filicis (Felt, 1907)
- D. filipendulae (Kieffer, 1909)
- D. fistulosa
- D. flavescens (Felt, 1908)
- D. flavicornis (Felt, 1908)
- D. flavoabdominalis (Felt, 1908)
- D. flavoscuta (Felt, 1908)
- D. floralis Marikovskij, 1956
- D. florida (Felt, 1908)
- D. foliumcrispans (Rübsaamen, 1895)
- D. folliculi (Felt, 1908)
- D. frangulae Rübsaamen, 1917
- D. fraxinea

Essenbladpokgalmug Kieffer, 1907
- D. fraxini

Essenbladnerfgalmug (Bremi, 1847)
- D. fraxinifolia (Felt, 1907)
- D. fructicola (Kieffer, 1909)
- D. fructum (Rübsaamen, 1895)
- D. fulva (Felt, 1908)
- D. fulvicola
- D. furcata
- D. fusca Rübsaamen, 1914
- D. galeopsis Kieffer, 1897
- D. galiicola

Walstrotopgalmug (F. Low, 1880)
- D. gallica (Kieffer, 1909)
- D. gardoquiae
- D. geisenheyneri (Kieffer, 1904)
- D. gemmae (Felt, 1909)
- D. genistarum (Kieffer, 1909)
- D. gentianae

Gentiaangalmug (Kieffer, 1909)
- D. gentneri

Gentners klaverpeulgalmug (Pritchard, 1953)
- D. geranii

Ooievaarsbekgalmug (Kieffer, 1907)
- D. gibsoni (Felt, 1911)
- D. gigantea
- D. giraudi (Frauenfeld, 1863)
- D. glandis (Felt, 1908)
- D. glauca
- D. glechomae

Hondsdraftopgalmug (Kieffer, 1889)
- D. gleditchiae

Gleditsiabladgalmug (Osten Sacken, 1866)
- D. globosa
- D. glomerata
- D. glyciphyli Rübsaamen, 1912
- D. glycyrrhizicola
- D. gmelinii
- D. gossypii
- D. gracilicornis
- D. graminis (Felt, 1908)
- D. grasseti
- D. halimii (Tavares, 1902)
- D. halimodendronifolia
- D. harrisoni

Moerasspireawortelgalmug (Bagnall, 1922)
- D. hebefolia
- D. helenae Sylvén, 1993
- D. helianthemiflorae
- D. herminii (Tavares, 1902)
- D. hirticornis
- D. hisarenis
- D. hisarensis
- D. holosteae (Kieffer, 1909)
- D. hybanthi
- D. hygrophila

Moeraswalstrogalmug (Mik, 1883)
- D. hyperici

Rode hertshooigalmug (Bremi, 1847)
- D. hyssopi (Kieffer, 1909)
- D. ilicis (Tavares, 1919)
- D. incola
- D. inflata Stelter, 1986
- D. ingeris Sylvén & Lovgren, 1995
- D. interbracta Roskam, 1979
- D. inventa
- D. irregularis

Esdoornbladplooigalmug (Bremi, 1847)
- D. ivashenkoae
- D. jaapi Rübsaamen, 1914
- D. karnerensis (Felt, 1908)
- D. kellneri (Henschel, 1875)
- D. kiefferi Marchal, 1896
- D. kiefferiana

Wilgenroosjesbladgalmug (Rübsaamen, 1891)
- D. kleini (Rübsaamen, 1892)
- D. koesterbecki Stelter, 1986
- D. kungeica
- D. lamii (Kieffer, 1909)
- D. lamiicola (Mik, 1888)
- D. lappulae
- D. lathierei Del Guercio, 1910
- D. lathyri (Kieffer, 1909)
- D. lathyricola

Lathyrustopgalmug (Rübsaamen, 1890)
- D. lathyrina (Rübsaamen, 1890)
- D. leguminicola (Lintner, 1879)
- D. lenkiewicziae
- D. lepidii (Felt, 1908)
- D. lepidiis
- D. ligulariae
- D. lini
- D. linosyridis Mohn, 1958
- D. lithospermi

Parelzaadgalmug (Loew, 1850)
- D. loewiana

Roze wikkegalmug Rübsaamen, 1917
- D. loewii
- D. loniceraegemmae
- D. lotharingiae

Hoornbloemgalmug (Kieffer, 1888)
- D. lupini (Felt, 1916)
- D. lupinorum Gagne, 1993
- D. lupulinae

Gewone hopklavergalmug (Kieffer, 1891)
- D. luteofusca
- D. lysimachiae (Beutenmüller, 1907)
- D. mali

Appelbladgalmug (Kieffer, 1904)
- D. marginalis
- D. marginata
- D. mariae Sylvén, 1993
- D. maritima (Felt, 1909)
- D. markakolica
- D. medicaginis

Luzernescheutgalmug (Bremi, 1847)
- D. medullaris (Kieffer, 1892)
- D. meibomiae (Beutenmüller, 1907)
- D. meliloti (Felt, 1907)
- D. miki (Kieffer, 1909)
- D. mimosae
- D. minardii (Stefani, 1913)
- D. minoterminalis Stelter, 1969
- D. minungula Stelter, 1986
- D. miranda
- D. modesta (Felt, 1908)
- D. mojynkumensis
- D. multiannulata (Felt, 1908)
- D. multianulata
- D. myosotidis

Vergeet-mij-nietjesgalmug (Kieffer, 1902)
- D. myrciariae
- D. myrtylli Rübsaamen, 1916
- D. napi (Loew, 1850)
- D. nasturtii Rübsaamen, 1916
- D. nervicola (Kieffer, 1909)
- D. nipponica
- D. nodosa
- D. nummulariifoliae
- D. obscura
- D. odoratae

Maarts viooltjesgalmug Stelter, 1982
- D. oldfieldii
- D. oleae (F. Low, 1885)
- D. oshanesii
- D. oxyacanthae

Gewone meidoornbloemgalmug Rübsaamen, 1914
- D. oxycoccana (Johnson, 1899)
- D. oxytropifolia
- D. oxytropigemma
- D. paeoniae
- D. pallasi
- D. panteli (Kieffer, 1909)
- D. papaveris

Blauwmaanzaadgalmug (Winnertz, 1890)
- D. papivora
- D. parthenocissi (Stebbins, 1910)
- D. pedalis (Felt, 1908)
- D. pediculariflorae
- D. peinei (Rübsaamen, 1890)
- D. pellex (Osten Sacken, 1862)
- D. pentaphylloidiflora
- D. pergandei (Felt, 1911)
- D. periclymeni

Gewone kamperfoeliebladgalmug (Rübsaamen, 1889)
- D. perigonialis
- D. peyerimhoffi
- D. phlomicola
- D. phyteumatis (F. Low, 1885)
- D. piceae
- D. pilifera
- D. pini
- D. piperitae (Felt, 1908)
- D. pirolae (Kieffer, 1909)
- D. plectranthi
- D. plicata (Felt, 1908)
- D. plicatrix

Bramenplooigalmug (Loew, 1850)
- D. poae Muhle, 1957
- D. polygalae (Kieffer, 1909)
- D. populeti

Gewone populierenbladgalmug (Rübsaamen, 1889)
- D. populicola Kozarzhevskaya, 1957
- D. populnea (Kieffer, 1909)
- D. porrecta (Felt, 1915)
- D. potentillae (Wachtl, 1885)
- D. potentillaeflora
- D. praecox
- D. pratensis (Kieffer, 1909)
- D. praticola (Kieffer, 1892)
- D. procera Rübsaamen, 1914
- D. proxima
- D. prunicola (F. Low, 1889)
- D. pseudacaciae (Fitch, 1859)
- D. pseudococcus

Wilgennerfhoekgalmug (Thomas, 1890)
- D. psoraleae
- D. pteridicola

Witte varenbladgalmug (Kieffer, 1901)
- D. pteridis

Rode varenbladgalmug (Muller, 1871)
- D. pudibunda (Osten Sacken, 1862)
- D. pulsatillae (Kieffer, 1894)
- D. pulvini
- D. purpurea (Felt, 1908)
- D. pustulans

Moerasspireabladvlekgalmug (Rübsaamen, 1889)
- D. pyri

Perenbladgalmug (Bouche, 1847)
- D. quercina (Felt, 1907)
- D. racemi
- D. rachiphaga
- D. radifolii (Felt, 1909)
- D. ranunculi

Boterbladgalmug (Bremi, 1847)
- D. rapunculi (Kieffer, 1906)
- D. rhododendri (Kieffer, 1909)
- D. rhodophaga (Coquillett, 1900)
- D. rhois (Coquillett, 1895)
- D. ribis Barnes, 1940
- D. rileyana
- D. rosae

Rozenbladgalmug (Bremi, 1847)
- D. rosarum (Hardy, 1850)
- D. rosmarini Tavares, 1902
- D. rossi Rübsaamen, 1914
- D. rostratae Stelter, 1992
- D. rozhkovi
- D. rubella Kieffer, 1896
- D. rubiflorae (Felt, 1908)
- D. rubiformis
- D. ruebsaameni

Haagbeuklensgalmug (Kieffer, 1909)
- D. rufescens (Stefani, 1898)
- D. rufipedalis (Felt, 1908)
- D. rumicicola Rübsaamen, 1914
- D. salicifolia (Felt, 1907)
- D. salicifoliae (Osten Sacken, 1866)
- D. salviae (Kieffer, 1909)
- D. sampaina (Tavares, 1902)
- D. sanguisorbae (Rübsaamen, 1890)
- D. sassafras (Felt, 1916)
- D. saurica
- D. saussureae Fedotova, 1996
- D. saxifragae (Kieffer, 1891)
- D. scirpi Kieffer, 1898
- D. scorpii (Kieffer, 1909)
- D. scorsonerae
- D. scorzonerifloris
- D. scutata (Felt, 1908)
- D. schulzei Rübsaamen, 1917
- D. sedicola
- D. semenivora (Beutenmüller, 1907)
- D. senebrierae
- D. seneciocola
- D. senecioflora
- D. senecionis Rübsaamen, 1925
- D. serotina

Witte hertshooigalmug (Winnertz, 1853)
- D. serrulatae (Osten Sacken, 1862)
- D. sesami
- D. setosa
- D. severzovi
- D. shinjii
- D. sibirica Marikovskij, 1962
- D. silvestris (Kieffer, 1909)
- D. silvicola (Kieffer, 1909)
- D. similis

Schildereprijsgalmug (F. Low, 1888)
- D. simillima (Kieffer, 1913)
- D. sisymbrii

Gewone kruisbloemgalmug (Schrank, 1803)
- D. smilacifolia (Felt, 1911)
- D. smilacinae (Bishop, 1911)
- D. socialis (Kieffer, 1909)
- D. sodalis (F. Low, 1877)
- D. solonaica
- D. soongarica
- D. spadicea Rübsaamen, 1917
- D. sphaerophysae
- D. spiraeae (Loiselle, 1912)
- D. spiraeina (Felt, 1908)
- D. squamosa (Tavares, 1919)
- D. stanleyae (Cockerell, 1914)
- D. stelteri Gagne, 2004
- D. stellariae Rübsaamen, 1916
- D. storozhenkoi
- D. strobilina
- D. strumosa

Gele dovenetelgalmug (Bremi, 1847)
- D. subinermis
- D. subterranea (Kieffer, 1909)
- D. sulcata
- D. swainei (Felt, 1914)
- D. symphyti

Smeerwortelgalmug (Rübsaamen, 1892)
- D. syreniae
- D. szepligetii (Kieffer, 1909)
- D. tamaricicarpa
- D. tamaricicola
- D. tamariciflora
- D. tanaitica
- D. tavaresi
- D. tavolga
- D. tetensi

Bessenbladgalmug (Rübsaamen, 1892)
- D. tetragynae
- D. tetrahit

Hennepnetelbloemgalmug (Kieffer, 1909)
- D. tetrastigma
- D. teucrii (Tavares, 1903)
- D. theobromae
- D. thlaspicarpae
- D. thomasi (Kieffer, 1909)
- D. thomasiana

Lindebladplooigalmug (Kieffer, 1888)
- D. tiliae

Lindebladrolgalmug (Schrank, 1803)
- D. tjanshanica
- D. torontoensis (Felt, 1915)
- D. tortilis

Witte elzenbladgalmug (Bremi, 1847)
- D. tortrix

Pruimenbladgalmug (F. Low, 1877)
- D. toweri (Felt, 1909)
- D. tragonopogonicola
- D. tragopogonicola
- D. traili

Boterbloemgalmug (Kieffer, 1909)
- D. trifolii

Klaverbladgalmug (Löw, 1874)
- D. tripolii Neacsu, 1968
- D. triseti Barnes, 1939
- D. trotteri (Tavares, 1902)
- D. tuba
- D. tubicoloides

Langgerekte bremknopgalmug Gagne, 2004
- D. tubularis (Kieffer, 1909)
- D. tumidosae (Felt, 1908)
- D. turgenica
- D. turionum (Kieffer & Trotter, 1904)
- D. tympani (Kieffer, 1909)
- D. ulicis (Kieffer, 1909)
- D. ulmaria

Moerasspireabladpokgalmug (Bremi, 1847)
- D. ulmea (Felt, 1908)
- D. ulmicola (Kieffer, 1909)
- D. umbrosa (Kieffer, 1909)
- D. urnicola (Osten Sacken, 1875)
- D. urticae

Brandnetelbladgalmug (Perris, 1840)
- D. vagans (Kieffer, 1909)
- D. valerianae
- D. vallisumbrosae (Kieffer, 1904)
- D. verbasci (Kieffer, 1909)
- D. vernalis (Felt, 1908)
- D. verrucosa
- D. viciae

Witte wikkegalmug (Kieffer, 1888)
- D. vicicola (Tavares, 1905)
- D. vincae (Kieffer & Trotter, 1904)
- D. violae

Vioolbloemgalmug (F. Low, 1880)
- D. violahirtae Stelter, 1982
- D. virgaeaureae (Liebel, 1889)
- D. vitis (Felt, 1908)
- D. vitisidaea (Kieffer, 1909)
- D. volantis
- D. vulgatiformiae Sylvén, 1998
- D. wahlenbergiae
- D. weigelaefolia
- D. wistariae
- D. xylostei (Kieffer, 1909)
- D. zillae
- D. zimmermanni (Tavares, 1901)